# Marquesado de Sentmenat
El marquesado de Sentmenat es un título nobiliario español creado por el rey Carlos II de España el 20 de diciembre de 1699 a favor de Juan de Sentmenat y de Torralla, fallecido en 1751, comisario del Ejército de Cataluña, nombrado posteriormente gentilhombre de cámara por el rey Felipe V de España. El 7 de diciembre de 1880, el rey Alfonso XII de España otorgó grandeza de España al V marqués de Sentmenat, Joaquín María de Sentmenat y de Vilallonga, senador del Reino, y a sus descendientes.
Los Sentmenat son un antiguo linaje catalán cuyos antecedentes se remontan, al menos, a 1148, cuando Pere de Sentmenat participó en la conquista de Tortosa, y a 1212 cuando otro miembro del linaje formó parte en la batalla de las Navas de Tolosa.
Al mismo linaje que el I marqués de Sentmenat, pertenece Manuel de Sentmenat-Oms de Santa Pau y de Lanuza (1651-1710) a quien el rey Carlos II de España le concedió el marquesado de Castelldosrius y posteriormente Felipe V de España le nombró grande de España en 1701 y vigésimo tercer virrey del Perú (1707–1710).

## Denominación
Su nombre hace referencia a la villa de Sentmenat y al castillo de Sentmenat, en la provincia de Barcelona.

## Marqueses de Sentmenat

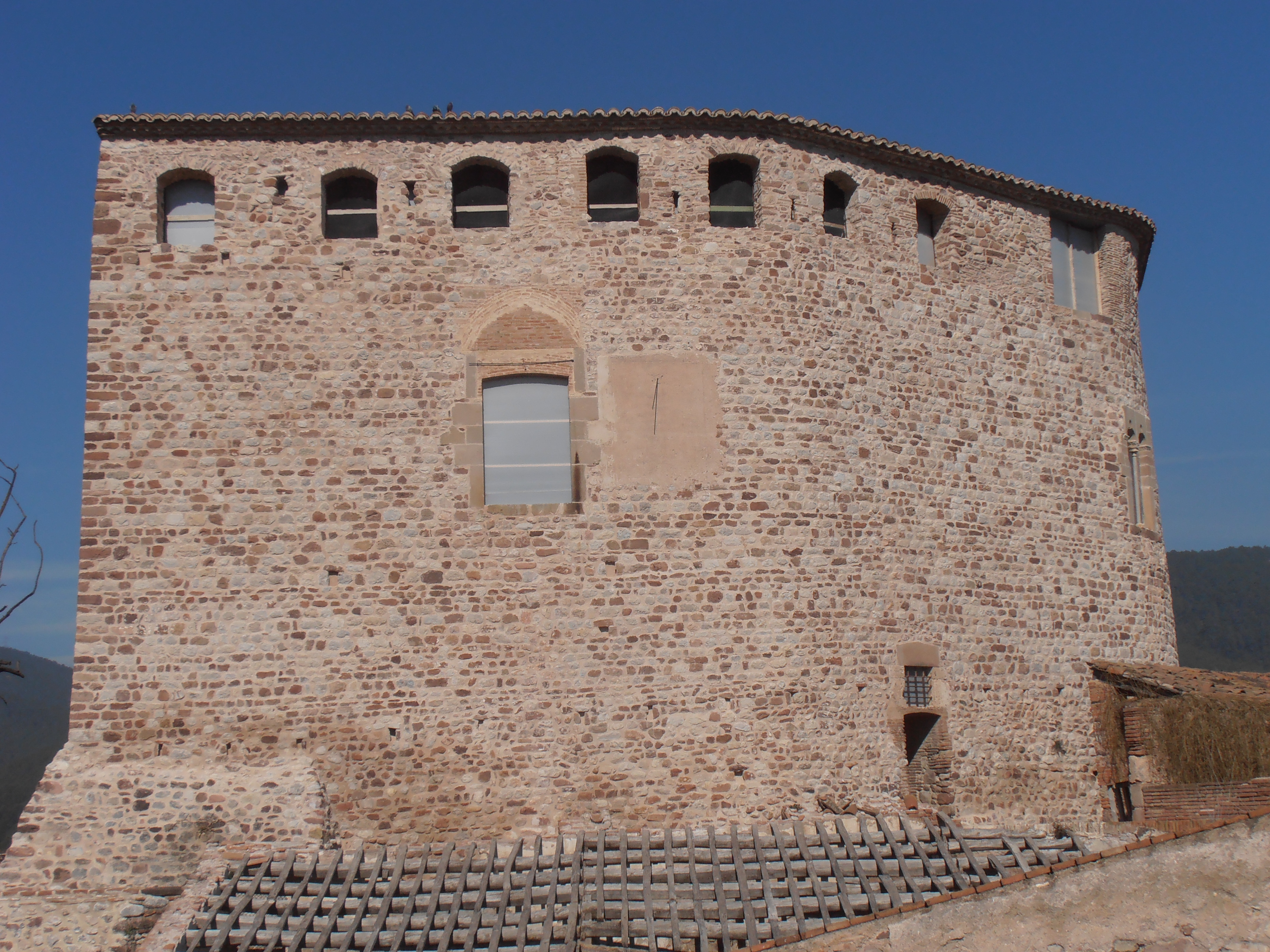
Castillo de Sentmenat en el Vallés Occidental, provincia de Barcelona

|                                                 | Titular                                       | Periodo                   |
| Creación por el Carlos II                       | Creación por el Carlos II                     | Creación por el Carlos II |
| ----------------------------------------------- | --------------------------------------------- | ------------------------- |
| I                                               | Juan de Sentmenat y de Toralla                | 1699-1751                 |
| II                                              | Francisco de Sentmenat y de Agulló-Pinós      | 1751-1780                 |
| III                                             | Juan Antonio de Sentmenat y de Boxadors       | 1780-1781                 |
| IV                                              | Francisco de Paula de Sentmenat y de Clariana | 1781-1845                 |
| V                                               | Joaquín María de Sentmenat y de Vilallonga    | 1845-1880                 |
| Concesión de Grandeza de España por Alfonso XII |                                               |                           |
| V                                               | Joaquín María de Sentmenat y de Vilallonga    | 1880-1884                 |
| VI                                              | Ramón de Sentmenat y Despujol                 | 1885-1892                 |
| VII                                             | Joaquín de Sentmenat y Patiño                 | 1892-1924                 |
| VIII                                            | Joaquín de Sentmenat y Sarriera               | 1925-1968                 |
| IX                                              | María de las Mercedes de Sentmenat y Sarriera | 1970-1993                 |
| X                                               | Joaquín Sagnier y de Sentmenat                | 1994-2021                 |
| XI                                              | Sucesión abierta (sub iudice)                 |                           |

## Historia de los marqueses de Sentmenat
- Juan de Sentmenat y de Toralla (1650-1724), I marqués de Sentmenat.[3]

Casó el 28 de mayo de 1696 con María de Agulló-Pinós y de Sagarriga, hija del I marqués de Gironella. Le sucedió su hijo el 20 de abril de 1751:

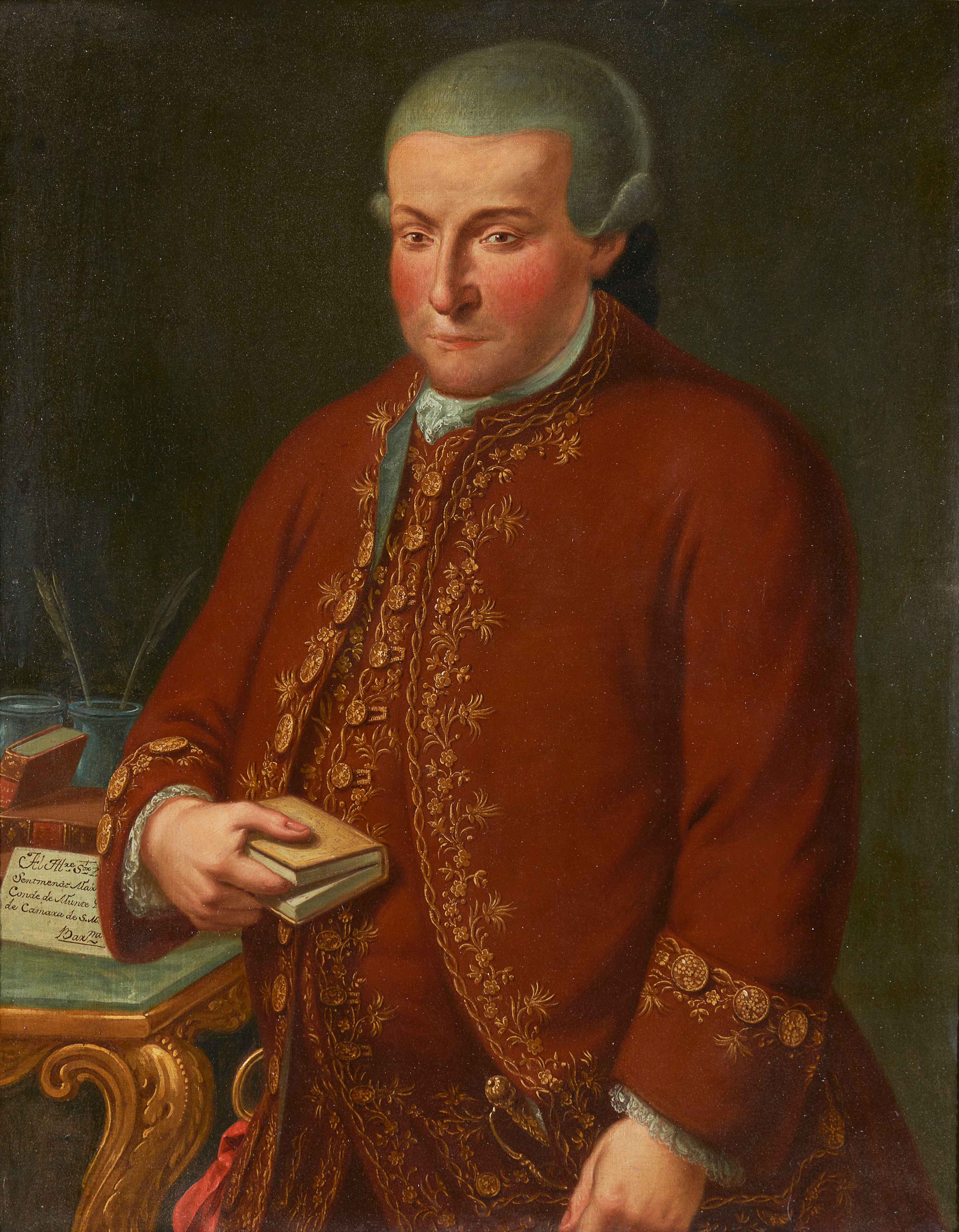
Juan Antonio de Sentmenat y de Boxadors, III marqués de Sentmenat

- Francisco de Sentmenat y de Agulló-Pinós (1697-1780), II marqués de Sentmenat.[3]

Casó con María Teresa de Boixadors y Sureda de San Martí. Le sucedió su hijo:
- Juan Antonio de Sentmenat y de Boxadors (1728-1781), III marqués de Sentmenat.[3]

Casó el 10 de noviembre de 1754 con María Teresa Josefa de Clariana y de Montaner-Sanglada, V marquesa de Ciutadilla, IV condesa de Múnter. Le sucedió su hijo:
- Francisco de Paula de Sentmenat y de Clariana (1764-1845), IV marqués de Sentmenat,[3] VI marqués de Ciutadilla y V conde de Múnter.

Casó en primeras nupcias en 1754 con María Antonia de Vilallonga y Grimau. Contrajo un segundo matrimonio con María Inés de Fluviá. Le sucedió su hijo del primer matrimonio:
- Joaquín María Gassol de Sentmenat y de Villalonga (15 de marzo de 1800-21 de junio de 1884), V marqués de Sentmenat grande de España,[3] VII marqués de Ciutadilla,  VI conde de Múnter y senador vitalicio.[4]

Casó con María Francisca Despujol y Ferrer de Sant Jordi. En el condado de Múnter le sucedió su hijo primogénito Joaquín de Sentmenat y Despujol, VII conde de Munter, quien falleció sin descendencia, sucediéndole su sobrino paterno Joaquín de Sentmenat y Patiño (1863-1924), hijo de su hermano Ramón de Sentmenat y Despujol (1829-1892). En el marquesado de Ciutadilla y en el marquesado de Sentmenat le sucedió su hijo:
- Ramón de Sentmenat y Despujol (Barcelona, 12 de marzo de 1829-22 de febrero de 1892), VI marqués de Sentmenat grande de España,[3] VIII marqués de Ciutadilla, alcalde de Barcelona y senador.[5]

Casó el 1 de enero de 1857 con Inés Patiño y Osorio. Le sucedió su hijo:
- Joaquín de Sentmenat y Patiño (1863-1924), VII marqués de Sentmenat grande de España,[3]  IX marqués de Ciutadilla y VIII conde de Múnter.

Casó el 1 de abril de 1891 con Joaquina de Sarriera y de Vilallonga. Le sucedió su hijo:
- Joaquín de Sentmenat y Sarriera (1893-1 de marzo de 1968), VIII marqués de Sentmenat grande de España[3] y X marqués de Ciutadilla.

Casó con María de la Soledad Osorio de Moscoso y Reynoso (1901-1975), IV duquesa de Santángelo grande de España, hija de Francisco de Asís Osorio de Moscoso y Jordán de Urríes, XIX duque de Sessa, XIX duque de Maqueda, XIX marqués de Astorga, XII marqués del Águila, XXI conde de Trastámara, XXI conde de Cabra, XVI conde de Altamira, y de su esposa María de los Dolores Reynoso y Queralt, XI condesa de Fuenclara, sin descendencia. Le sucedió su hermana:
- María de las Mercedes de Sentmenat y Sarriera (1899-1993), XI marquesa de Ciutadilla, IX marquesa de Sentmenat grande de España[3] y IX condesa de Múnter.

Casó el 27 de abril de 1922 con Antonio Sagnier y Costa. En el condado de Múnter le sucedió su hijo menor, Luis Sagnier y de Sentmenat (1933-2005), X conde de Múnter. En el marquesado de Ciutadilla y en el marquesado de Sentmenat con Grandeza de España le sucedió su hijo primogénito:
- Joaquín Sagnier y de Sentmenat (m. Las Palmas de Gran Canaria, 13 de octubre de 2021)[6] X marqués de Sentmenat grande de España[3][7] y XII marqués de Ciutadilla.

Casó en primeras nupcias con María del Pilar de Taramona y de Sarriera (1933-), de cuyo matrimonio nacieron: Alejandra, Joaquín, XIII marqués de Ciutadilla, Antonio y Alfonso Sagnier y de Taramona. Casó en segundas nupcias con María Victoria Monche Maristany (1944). Le sucedió su hija:
- Alejandra Sagnier de Tarramona, XI marquesa de Sentemenat grande de España.[8]